# Toci Tholus
Il Toci Tholus è una struttura geologica della superficie di Venere.